# Sejad Salihović
Sejad Salihović (Zvornik, 8 ottobre 1984) è un allenatore di calcio ed ex calciatore bosniaco con cittadinanza tedesca, di ruolo centrocampista.

## Biografia
Salihović e famiglia si trasferirono a Berlino nel 1992, poco prima dell'inizio della guerra in Bosnia ed Erzegovina. Le sue passioni sono la lettura, giocare a calcio e trascorrere tempo con la sua famiglia. Ha anche affermato di essere musulmano

## Caratteristiche tecniche
È mancino, dotato di buona tecnica individuale, possiede un buon cross, ed oltre a possedere un tiro potente è anche uno specialista dei calci piazzati.

## Carriera

### Club
Nelle giovanili giocò nelle squadre berlinesi del Minerva Berlin e del Hertha Zehlendorf, si trasferì all'Herta BSC dove fu promosso alla squadra riserve nel 2003 e in prima squadra l'anno successivo. Debuttò in Bundesliga il 26 settembre 2004 contro l'Amburgo, subentrando all'85' a Christian Müller; la partita fu persa per 2-1.
Nel 2006 si trasferì all'Hoffenheim, dove fu nominato miglior giocatore della 2. Bundesliga dalla rivista kicker con i migliori voti complessivi e terminando la stagione con 6 gol in 27 partite. Ebbe dei problemi per via di un infortunio all'inguine, tuttavia si riprese completamente. Nella stagione 2012-2013, Salihović tramite una doppietta segnata grazie a due calci di rigore contro il Borussia Dortmund riuscì a evitare la retrocessione diretta della squadra, dovendo così giocare lo spareggio promozione-retrocessione poi vinto con il Kaiserslautern.. L'8 giugno 2015 viene ufficializzato il suo passaggio a titolo definitivo ai cinesi del Guizhou Renhe.
Al termine del mercato invernale 2017, firma con gli svizzeri del San Gallo fino al termine della stagione.
Il 13 settembre si lega con un contratto annuale all'Amburgo.
Il 1 luglio 2019 dopo un anno d'inattività si lega al Frankenthal.
Il 28 gennaio 2021, torna a giocare nell'Hoffenheim II, squadra di cui ricopriva l'incarico di vice allenatore da qualche mese dopo il ritiro, a seguito dell'infortunio al crociato di un calciatore della rosa.

### Nazionale
Prima della nazionale maggiore giocò 9 partite realizzando 4 reti, nell'Under-21, tra cui disputò due partite di play-off, valide per la qualificazione agli europei Under-21 del 2007 nell'ottobre 2006 contro i pari età della Repubblica Ceca; dove segnò in entrambe le gare.
Da allora, Salihović fu promosso in prima squadra e ne divenne un giocatore importante. Nonostante la sua posizione preferita sia da centrocampista, è stato spesso schierato come terzino sinistro in assenza di altre opzioni. Con i Dragoni in carriera ha totalizzato 47 partite, segnando 4 gol, 3 dei quali su punizione.